# Шодард
Шодард (фр. Chaudardes) насеље је и општина у североисточној Француској у региону Пикардија, у департману Ен (Пикардија) која припада префектури Лаон.
По подацима из 2011. године у општини је живело 88 становника, а густина насељености је износила 18,72 становника/km². Општина се простире на површини од 4,7 km². Налази се на средњој надморској висини од 80 метара (максималној 78 m, а минималној 47 m).

## Демографија
| 1962. | 1968. | 1975. | 1982. | 1990. | 1999. | 2011. |
| ----- | ----- | ----- | ----- | ----- | ----- | ----- |
| 51    | 62    | 54    | 46    | 68    | 82    | 88    |

График промене броја становника у току последњих година